# Bummi

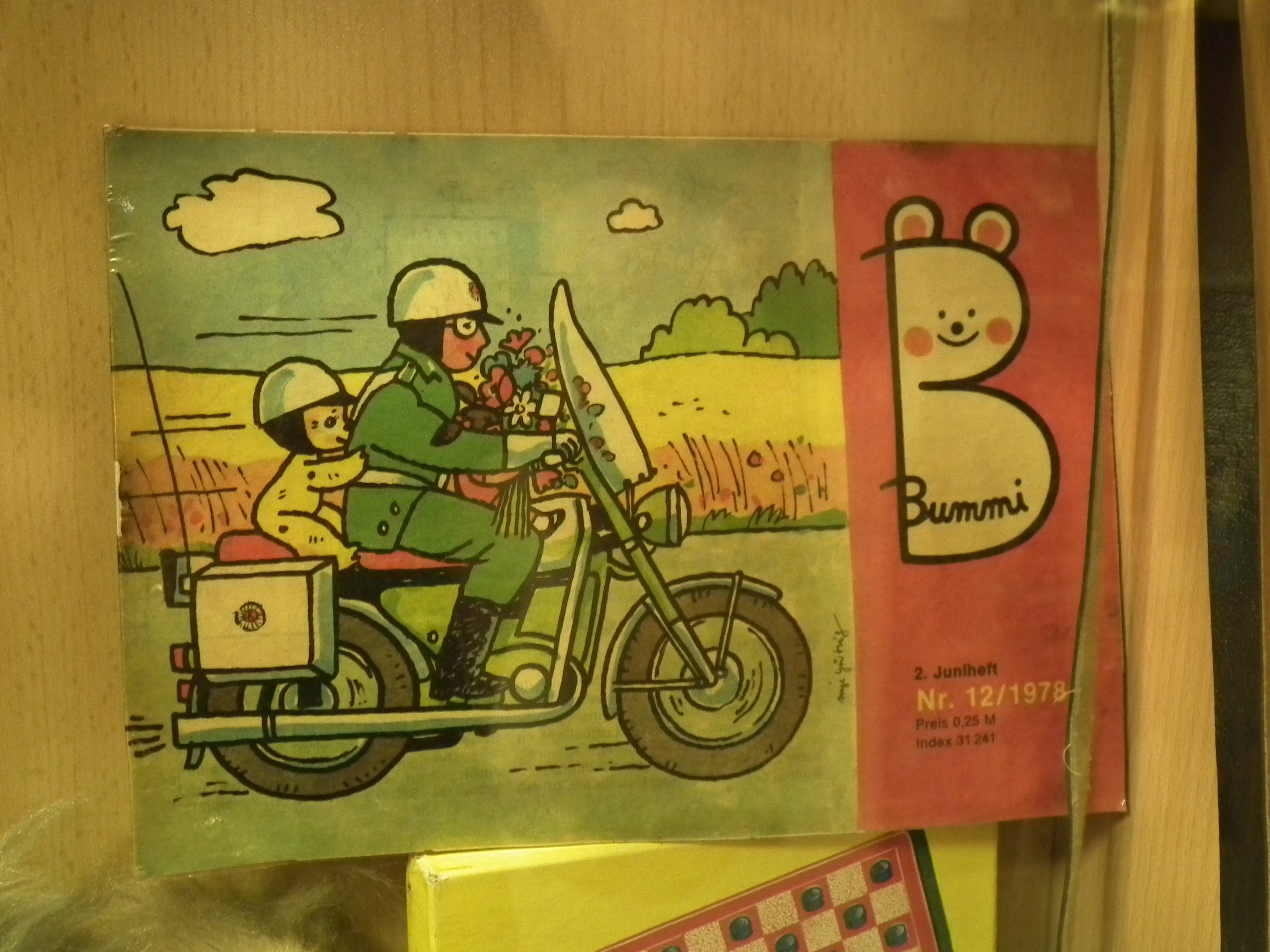
Bummi uit 1978

Bummi is een Duits tijdschrift dat wordt uitgegeven voor kinderen in de kleuterschoolleeftijd. Bummi is ook het titelpersonage van het tijdschrift, een gele teddybeer die op twee benen loopt, en die werd getekend door Ingeborg Meyer-Rey.
Het eerste nummer van Bummi verscheen op 15 februari 1957 in de DDR. Het tijdschrift verscheen eens per maand. Vanaf 1965 verscheen het blad elke twee weken en kostte 0,25 mark.
Het tijdschrift werd officieel uitgegeven en ondersteund door de centrale organisatie van de Freie Deutsche Jugend, en de doelgroep zijn kinderen van 3 tot 6 jaar.

## Over Bummi
Bummi woont met zijn vrienden in een huis in het plaatsje Huxlipux.
Zijn vrienden zijn de vrouwelijke bruine beer Binchen, de leeuw Eddie, de aap Yam Yam, de giraf Malia, de olifant Tutu en Osterhasenoma. 
Aan het einde van het jaar 2018 werd Eddie de leeuw vervangen door de kat Pepe.

## Achtervoegsel "Mein klitzekleines Märchenbuch"

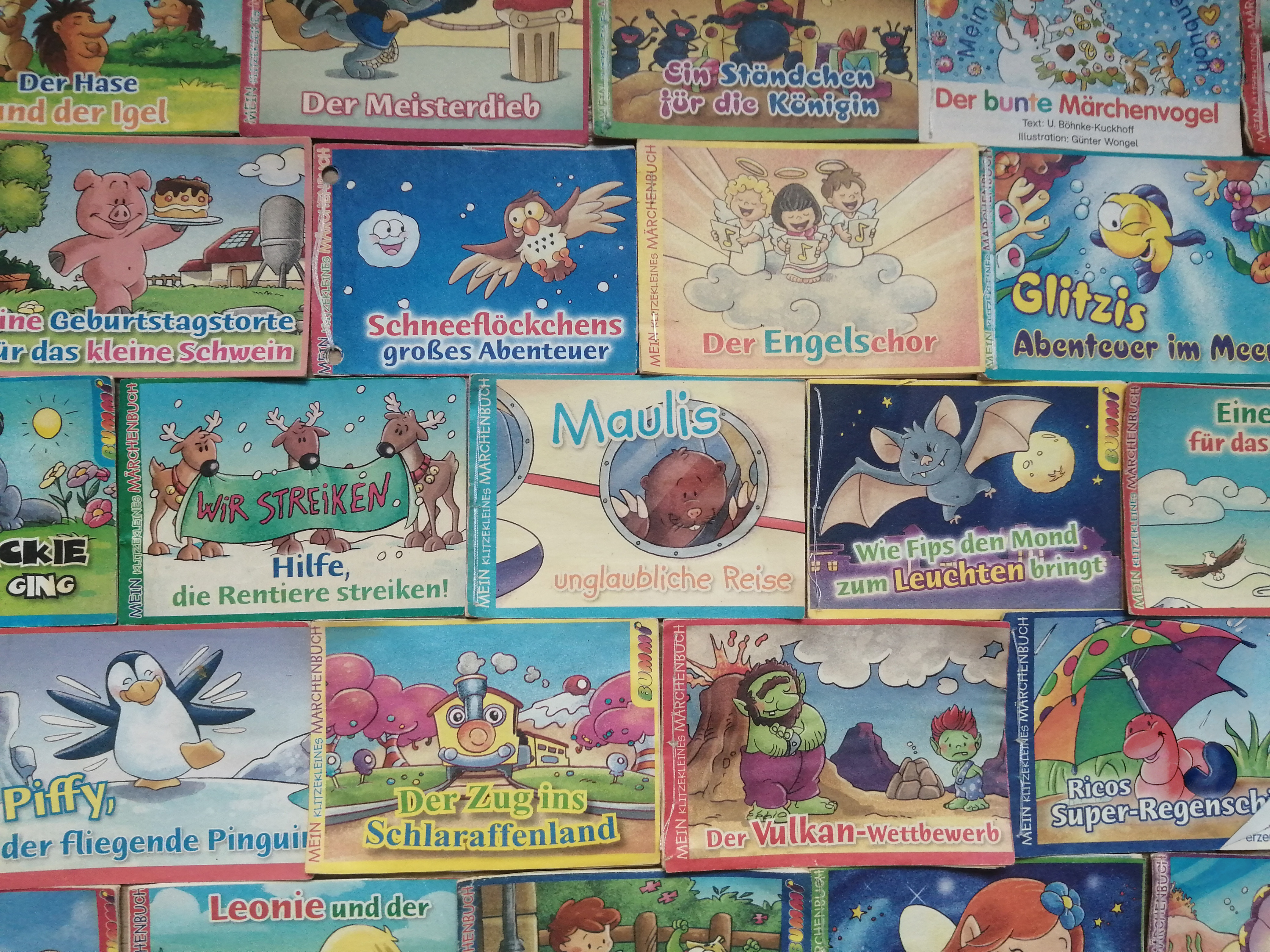
Verzameling hedendaagse Klitzekleine Märchenbücher

Sinds enkele decennia publiceert het tijdschrift ook de bijlage "Mein klitzekleines Märchenbuch". De appendix bestond uit een pagina die uit het tijdschrift moest worden geknipt, in de juiste volgorde moest worden geplaatst en uiteindelijk moest worden bevestigd.
Deze bonnen zijn gewild geworden als collector's items.